# Franc Ksaver Meško
Franc Ksaver Meško, oppure Fran Ksaver Meško (Ključarovci, 28 ottobre 1874 – Slovenj Gradec, 11 gennaio 1964), è stato uno scrittore e presbitero sloveno.

## Biografia

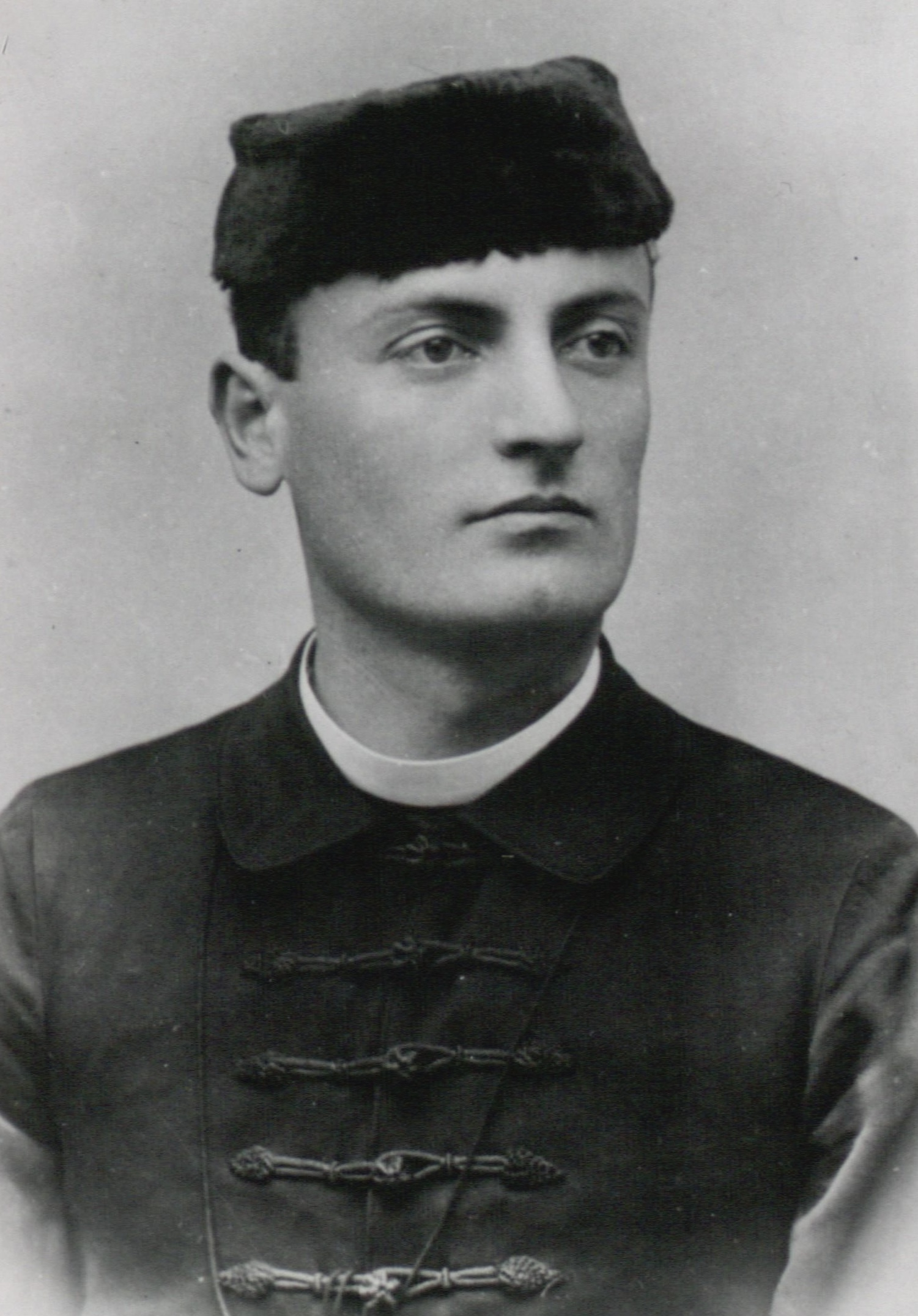
Franc Ksaver Meško nel 1900

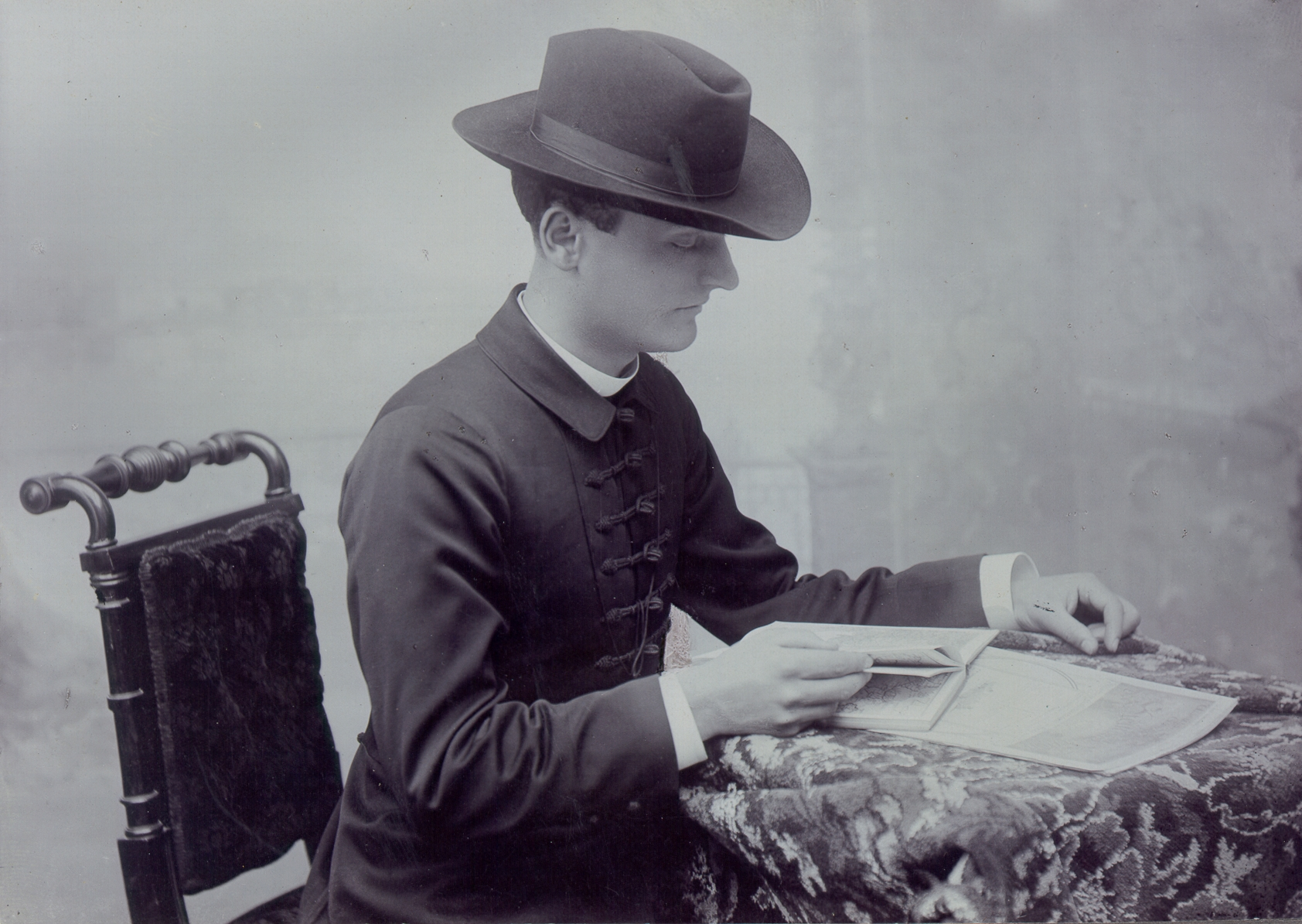
Franc Ksaver Meško nel 1900

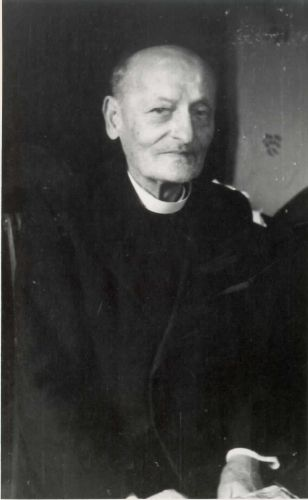
Franc Ksaver Meško nel 1960

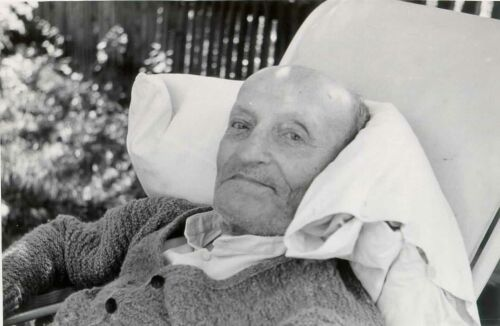
Franc Ksaver Meško nel 1961

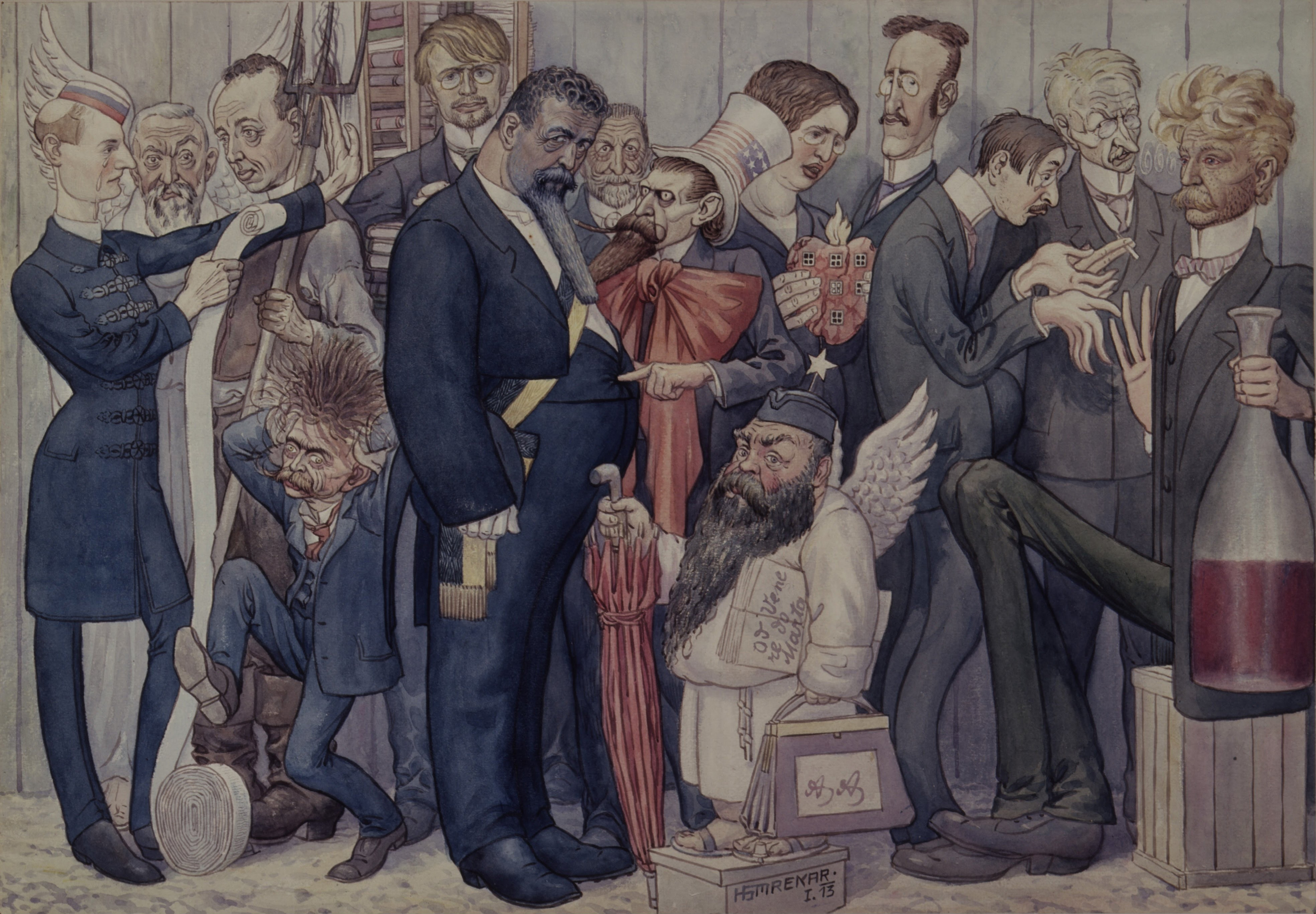
Uomini e donne sloveni di lettere (Franc Ksaver Meško è il primo a sinistra), 1913, National Museum of Slovenia

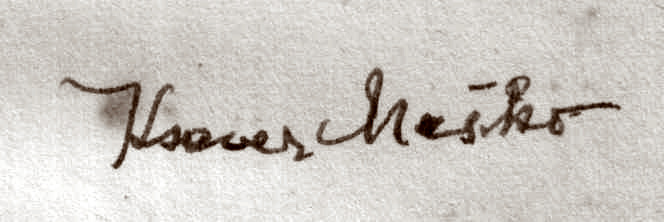
Firma di Franc Ksaver Meško

Franc Ksaver Meško nacque a Ključarovci, presso Sveti Tomaž, nella Stiria slovena.
Dopo aver frequentato le scuole medie a Celje, studiò teologia a Maribor e Klagenfurt am Wörthersee, e si dedicò alle attività ecclesiastiche svolgendo il sacerdozio in numerose regioni della Jugoslavia.
Durante la prima guerra mondiale, nell'inverno del 1916 fu accusato di tradimento e imprigionato, e nel 1919 Meško dovette lasciare la Carinzia austriaca, invece durante la seconda guerra mondiale, fu prima incarcerato, poi condotto in Croazia, dove, dopo difficili esperienze in Bosnia e in Serbia, trascorse gli anni della guerra nel monastero di Stično. Il 15 giugno 1945 tornò alla sua parrocchia a Slovenj Gradec.
Avvicinatosi alla letteratura, esordì con saggi in prosa e in versi, con la novella Quercia (Hrast, 1896), dopo di che si mise in evidenza con un romanzo naturalistico, intitolato Dove andiamo a finire? (Kam plovemo?, 1897), incentrato sulle vicende matrimoniali e sui tradimenti, approfondito con spirito realistico, oltre che con intenti moralistici e descrizioni psicologiche.
In questi suoi primi lavori Meško evidenziò anche la tendenza ad avvicinarsi alla corrente simbolistica che in quegli anni, grazie anche a lui, si stava diffondendo nella letteratura slovena.
Nelle due opere seguenti, Bozzetti e racconti (Slike in povesti, 1898-1899) e Dal mio diario (Iz mojega dnevnika, 1900), Meško miscelò uno stile realistico, nell'approfondimento psicologico dei suoi personaggi, con un grande pessimismo e idealismo.
Si caratterizzarono per un soggettivismo lirico e riflessivo, per le prosa simbolistica e misticheggiante, per gli spunti autobiografici, i tre racconti successivi: Schizzi (Crtice, 1901-1902), Nelle serate silenziose (Ob tihih večoerih, 1904), La pace di Dio (Mir Božji, 1906), che furono molto apprezzati dalla critica letteraria.
Intrisi di quelle tendenze patriottiche e nazionalistiche, che agli inizi del XX secolo raggiunsero anche il suo tranquillo paese stiriano, si rivelarono il romanzo A Poljana (Na Poljani, 1907) e alcuni drammi, quali I condannati a morte (Na smrt obsojeni, 1908) e Madre (Mati, 1914). Il voluminoso romanzo A Poljana, consentì a Meško di presentare un quadro completo della vita di un villaggio sloveno, come simbolo di tutta la patria.
Da ricordare anche alcuni saggi di meditazioni, Meditazione della sera autunnale (Meditacija jesenskega večera, 1904) e racconti di leggende, Leggende di San Francesco (Legende o sv. Frančisku, 1917), contraddistinti da toni elegiaci, riflessioni spirituali indirizzati alla gioventù, alla quale Meško dedicò alcuni libri, come Ai cuori giovani (Mladim srdcem, 1911-1922) e Alla gioventù (Mladini, 1927).
I suoi libri sono stati tradotti anche in varie lingue straniere, principalmente in lingua ucraina, ceca, slovacca, svedese, tedesca e inglese.
Con la sua opera ricca e variegata, ha anche influenzato alcuni scrittori sloveni, come Miško Kranjec, Anton Ingolič e Prežihov Voranc.

## Opere
- Quercia (Hrast, 1896);
- Dove andiamo a finire? (Kam plovemo?, 1897);
- Bozzetti e racconti (Slike in povesti, 1898-1899);
- Dal mio diario (Iz mojega dnevnika, 1900);
- Schizzi (Crtice, 1901-1902);
- Nelle serate silenziose (Ob tihih večoerih, 1904);
- Meditazione della sera autunnale (Meditacija jesenskega večera, 1904);
- La pace di Dio (Mir Božji, 1906);
- A Poljana (Na Poljani, 1907)
- I condannati a morte (Na smrt obsojeni, 1908);
- Morte nera (Črna smrt, 1911);
- Ai cuori giovani (Mladim srdcem, 1911-1922);
- Madre (Mati, 1914);
- Due immagini (Dve sliki, 1916);
- Leggende di San Francesco (Legende o sv. Frančisku, 1917);
- Immagini (Slike, 1918);
- La nostra vita (Naše življenje, 1922);
- Fogli (Listki, 1924);
- Il nostro piccolo (Našim malim, 1925);
- Alla gioventù (Mladini, 1927);
- Spazzole (Črtice, 1931);
- Passione (Pasijon, 1936);
- Alle querce (Pri Hrastovih, 1939);
- Dal cuore e dal mondo (Iz srca in sveta, 1945);
- Sulle montagne della Carinzia, (V koroških gorah, 1950);
- Il sacerdote con il suo Dio (Duhovnik s svojim Bogom, 1960).